# سامي المسعودي
 سامي المسعودي (1980م - ) رجل دين عراقي شيعي، ونائب رئيس ديوان الوقف الشيعي سابقاً، ورئيس كتائب وعد الله وقيادي في الحشد الشعبي، ونائب رئيس الهيئة العليا للحج والعمرة في العراق، ثم رئيس الهيئة منذ 2020.